# Iglesia de Nuestra Señora de la Oliveira (Guimarães)

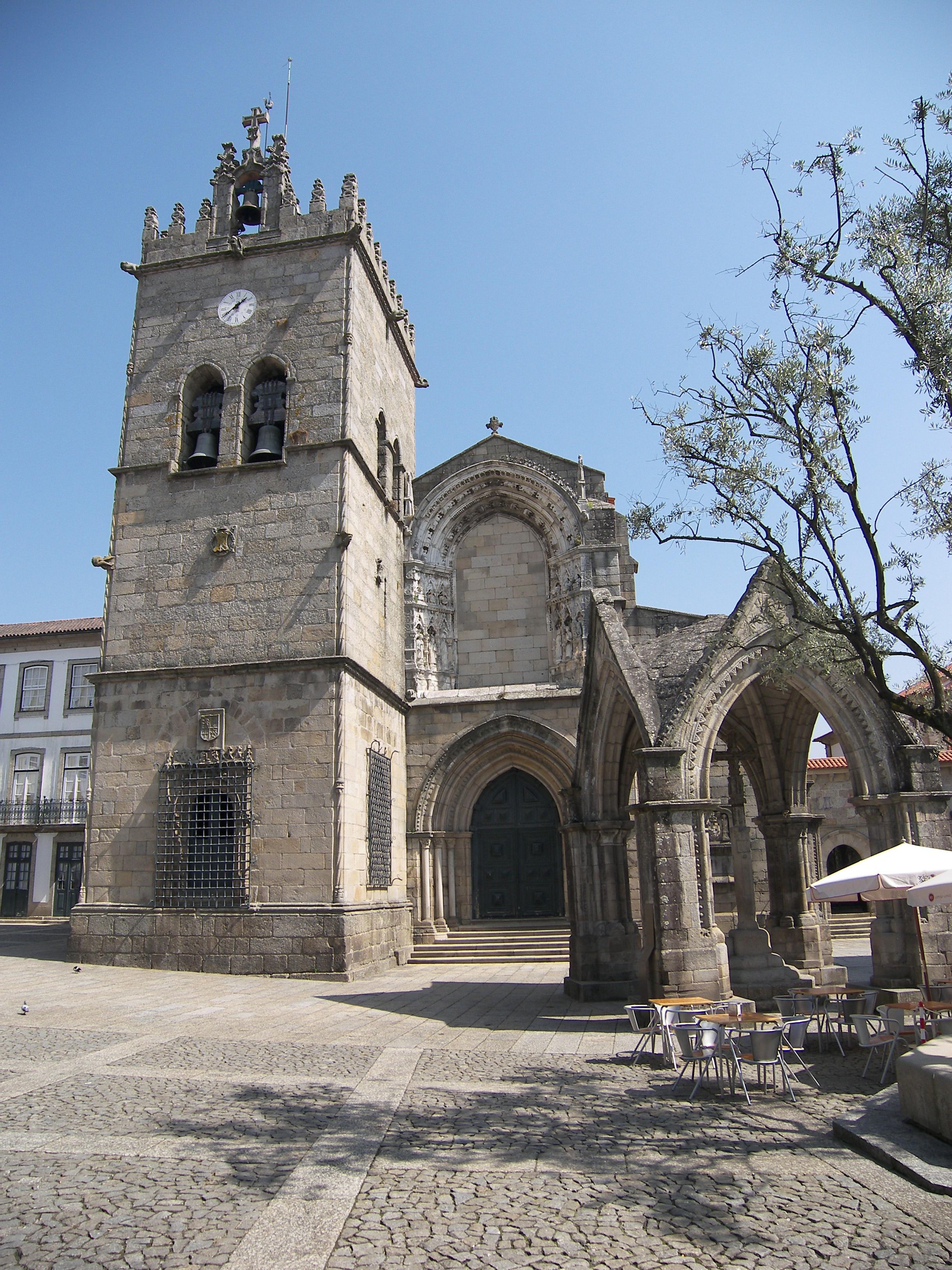
Iglesia con el Padrão do Salado

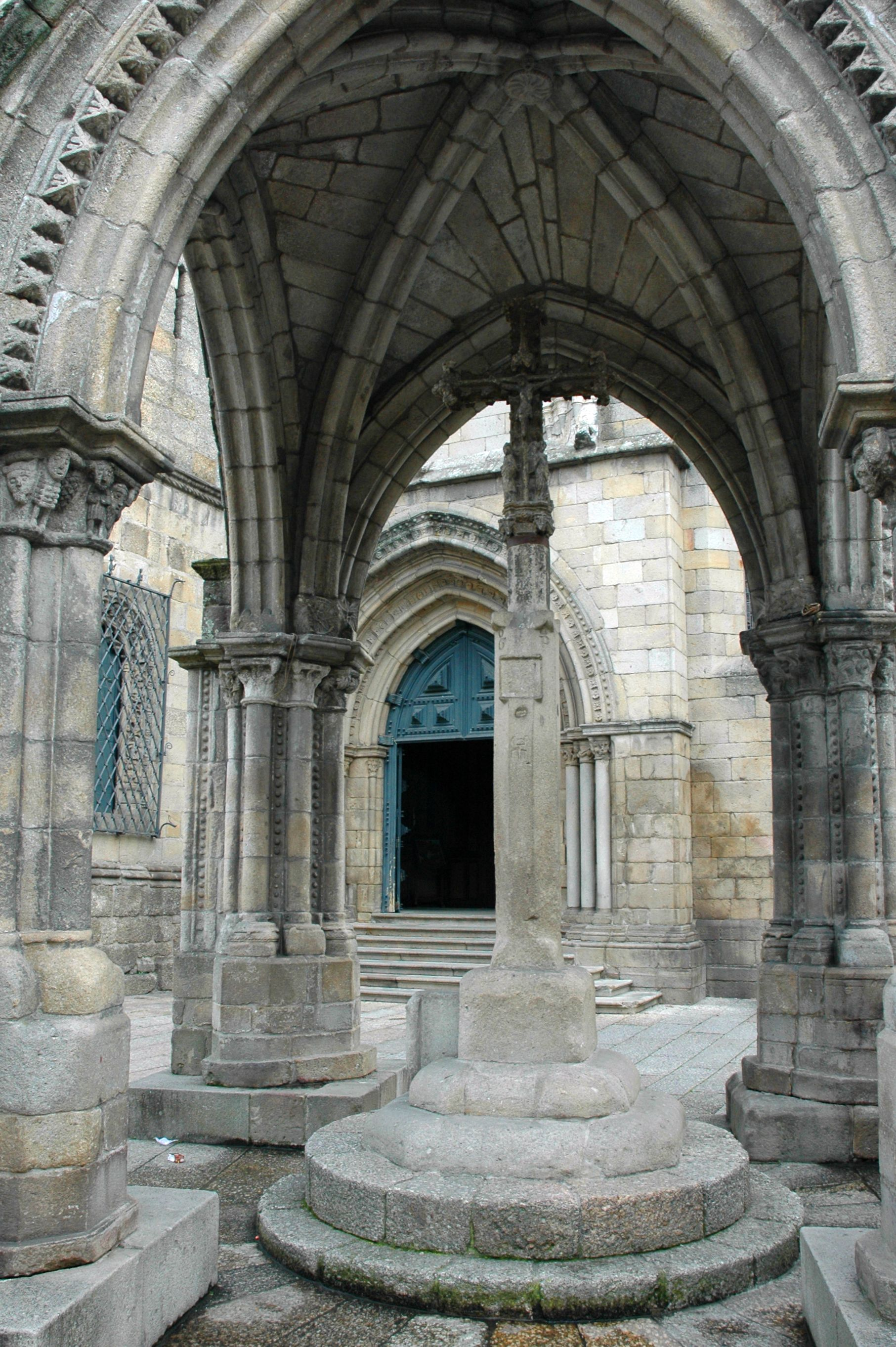
Padrão do Salado.

La iglesia de Nuestra Señora de la Oliveira, perteneciente a un antiguo monasterio, está ubicada en el centro histórico de Guimarães, Portugal.
Fundada por Alfonso Henriques, la iglesia fue reedificada en 1388 por Juan I en agradecimiento a la Virgen por su victoria en la batalla de Aljubarrota. La nueva iglesia, cuyo arquitecto fue el toledano Juan García, ocupó parte del claustro y fue necesario demoler una de sus galerías. La torre manuelina, que data del año 1515, fue mandada a construir por Pedro Esteves Cogominho, un caballero de la casa de los duque de Braganza.
Su origen se remonta al monasterio dúplice fundado por la condesa Muniadona Díaz en el año 950 en la ciudad de Vimaranes bajo la invocación de San Mamede, donde más tarde profesó. La condesa también mandó a construir el castillo de Guimarães para la protección del monasterio a la vez que sirvió como sede de la corte de los condes de Portugal. En su testamento donó todos sus dominios y rentas así como objetos religiosos de su propiedad al monasterio.
La posesión de una autonomía por parte del monasterio, que no reconocía la autoridad y la superioridad jerárquica del arzobispo de Braga sino solo la de la Santa Sede y el rey de Portugal, dio lugar a graves conflictos e incluso luchas, a veces con el uso de la excomunión, entre las dos instituciones religiosas, esta rivalidad ha durado casi hasta la época del siglo XIX.

## Exterior
Ante la puerta principal se encuentra el Padrão do Salado, un pequeño templo gótico del siglo XIV con cuatro arcos ojivales que alberga una cruz que fue donada por Pero Esteves, un comerciante de Guimarães residente en Lisboa, en 1342. Mandado a construir por el rey Alfonso IV de Portugal, es el único monumento erigido para conmemorar la victoria en la Batalla del Salado. Cuenta la leyenda que un olivo fue trasplantado a este sitio para alimentar la lámpara del altar con su aceite pero se secó. Fue modernizada en numerosas ocasiones por lo que su estilo es algo indefinido. Destaca un imponente campanario del siglo XIII.
En el antiguo claustro de la colegiata del monasterio se encuentra el Museo de Alberto Sampaio que alberga una colección de arte sacro y varias piezas de la iglesia incluyendo una imagen románica de la Virgen de Santa María de Guimarães así como el farseto que vistió el rey Juan I de Portugal en la batalla de Aljubarrota y un tríptico de la Natividad, ambas piezas ofrecidas por el monarca portugués a la Virgen en acción de gracias por la victoria en dicha batalla.